# Bjärka församling
Bjärka församling var en församling i Skara stift och i Skara kommun. Församlingen uppgick 1989 i Härlunda församling.

## Administrativ historik
Församlingen har medeltida ursprung.
Församlingen var till 1548 annexförsamling i pastoratet Härlunda och Bjärka för att därefter till 1989 vara annexförsamling i pastorat med Skara stadsförsamling/Skara församling/Skara domkyrkoförsamling som moderförsamling. Församlingen uppgick 1989 i Härlunda församling.

## Kyrkor
- Från 1781 Bjärklunda kyrka gemensam med Härlunda församling